# Réorganisation des corps de cavalerie français (1815)
Pour les articles homonymes, voir Réorganisation des corps de cavalerie français et Amalgame.
Sous la Restauration, deux ordonnances royales, des 16 juillet et 30 août 1815,  réorganisent les corps de cavalerie de l'armée française en 48 corps :
- La garde royale
- 1 régiment de carabiniers,
- 6 régiments de cuirassiers,
- 10 régiments de dragons,
- 24 de régiments de chasseurs à cheval et
- 6 de hussards.

## Historique
L'ordonnance royale du 12 mai 1814 réorganise les corps de l'armée française. Cette ordonnance concerne les organisations de l'infanterie, de la cavalerie, de l'artillerie, du génie et de la Vieille Garde après l'exil de Napoléon à l'île d'Elbe.

Une autre ordonnance du Roi en date 12 août 1814 porte l'organisation de la cavalerie Française à 56 régiments.

À son retour de l'ile d'Elbe, le 1er mars 1815, Napoléon Ier, réorganisa les différents corps de l'armée qui reprennent leur dénomination précédente. 
L'armée s'étant ralliée à Napoléon, Louis XVIII, qui est obligé de se réfugier à l'étranger, publie, le 23 mars 1815, à Lille, une ordonnance licenciant l'armée. Par une ordonnance du 14 juin il forme un régiment de chasseur à cheval sous la dénomination de « Royal-chasseurs ».
Le 8 juillet Louis XVIII est de retour à Paris. Le roi ne pardonnait pas à l'armée l'entrain avec lequel les régiments avaient abandonné la cocarde blanche pour reprendre la cocarde tricolore et obéir à l'Empereur. Il maintint son ordonnance du 23 mars qui licenciait toutes les troupes et voulut réorganiser l'armée sur de nouvelles bases qui briseraient tous les souvenirs de l'Empire.

Ainsi, le 14 juillet, après la soumission au gouvernement royal du maréchal Davout, commandant des forces armées repliée derrière la Loire, le roi dissous et licencie l'armée Impériale par une nouvelle ordonnance royale en date du 16 juillet 1815 : « Considérons qu'il est urgent d'organiser une nouvelle armée attendu que d'après notre ordonnance du 23 mars celle qui existait se trouve licenciée.... ».

Sous la seconde Restauration, deux ordonnances royales des 16 juillet et 30 août 1815 constituèrent de nouveau les corps de cavalerie. 
Ils furent réduits à 47 avec en plus de la cavalerie de la garde royale, savoir :
- 1 régiment de carabiniers,
- 6 régiments de cuirassiers,
- 10 régiments de dragons,
- 24 de régiments de chasseurs à cheval
- 6 de hussards

Comme pour les régiments d'infanterie, les régiments de cavalerie supprimés furent incorporés dans ceux conservés.
- Le régiment de carabiniers conserva le nom de « carabiniers de Monsieur »
- Le 1er régiment de cuirassiers prit le nom de régiment de cuirassiers de la Reine
- Le 2e régiment de cuirassiers prit le nom de régiment de cuirassiers du Dauphin,
- Le 3e régiment de cuirassiers prit le nom de régiment de cuirassiers d'Angoulême qui prendra le nom de régiment de cuirassiers de Bordeaux[2],
- Le 4e régiment de cuirassiers prit le nom de régiment de cuirassiers de Berri,
- Le 5e régiment de cuirassiers prit le nom de régiment de cuirassiers d'Orléans
- Le 6e régiment de cuirassiers prit le nom de régiment de cuirassiers de Condé.

Ces dénominations furent supprimées après la révolution de juillet 1830.

Les régiments de dragons, ceux de chasseurs et de hussards prirent des noms de départements. 

Une ordonnance du 17 août 1825 conserva les noms donnés aux six premiers régiments de cuirassiers, et prescrivit qu'à l'avenir les autres corps de cavaleries ne seraient plus désignés que par leur rang de numéro dans leurs armes respectives.
- La cavalerie de la garde royale se composait de 8 régiments :
  - 2 régiments de grenadiers à cheval,
  - 2 régiments de cuirassiers
  - 1 régiment de dragons
  - 1 régiment de chasseurs cheval
  - 1 régiment de lanciers
  - 1 régiment de hussards

Par ordonnances du Roi des 16 juillet et 17 août 1825, celles-ci fixent les dénominations ou numéros que prendront à l'avenir les régiments de cavalerie de l'armée.

### Ordonnance du 16 juillet 1815 sur la création d'une nouvelle force militaire active
Louis par la grâce de Dieu, Roi de France et de Navarre,
Nous avons ordonné et ordonnons ce qui suit :
Article Ier
La force militaire active de la France consistera, savoir :
- En quatre-vingt-six légions d'infanterie, de trois bataillons chacune
- Huit régiments d'artillerie à pied,
- Quatre régiments d'artillerie à cheval
- Un régiment de carabiniers royaux,
- Six régiments de cuirassiers,
- Dix régiments de dragons,
- Vingt-quatre régiments de chasseurs,
- Et six régiments de hussards.

Article II
Il sera formé, un corps royal du génie, pour être en proportion avec l'organisation générale des autres armes.
Article III
Notre ministre secrétaire-d'état au département de la guerre nous présentera, dans le plus bref délai, l'organisation détaillée de ces différents corps.
Donné à Paris, le seizième jour du mois de juillet mil huit cent quinze, de notre régne le vingt-unième.

Signé LOUIS,
Par le Roi :
Le ministre secrétaire-d'état au département de la guerre. 
Signé, maréchal Gouvion-Saint-Cyr.

### Liste des régiments départementaux en 1815 et numéro d'ordre
Liste des régiments de dragons, de chasseurs à cheval et hussards prirent des noms de départements avec leur numéro d'ordre, à l'origine, en 1815.
Dragons
- Régiment de dragons du Calvados qui deviendra le 1er régiment de dragons
- Régiment de dragons du Doubs qui deviendra le 2e régiment de dragons
- Régiment de dragons de la Garonne qui deviendra le 3e régiment de dragons
- Régiment de dragons de la Gironde qui deviendra le 4e régiment de dragons
- Régiment de dragons de l'Hérault qui deviendra le 5e régiment de dragons
- Régiment de dragons de la Loire qui deviendra le 6e régiment de dragons
- Régiment de dragons de la Manche qui deviendra le 7e régiment de dragons
- Régiment de dragons du Rhône qui deviendra le 8e régiment de dragons
- Régiment de dragons de la Saône qui deviendra le 9e régiment de dragons
- Régiment de dragons de la Seine qui deviendra le 10e régiment de dragons

Chasseurs à cheval
- Régiment de chasseurs à cheval de l'Allier qui deviendra le 17 novembre 1826 le régiment de chasseurs à cheval de Nemours puis le 1er régiment de chasseurs à cheval
- Régiment de chasseurs à cheval des Alpes qui deviendra le 2e régiment de chasseurs à cheval
- Régiment de chasseurs à cheval des Ardennes qui deviendra le 3e régiment de chasseurs à cheval
- Régiment de chasseurs à cheval de l'Ariège qui deviendra le 4e régiment de chasseurs à cheval
- Régiment de chasseurs à cheval du Cantal qui deviendra le 5e régiment de chasseurs à cheval
- Régiment de chasseurs à cheval de la Charente qui deviendra le 6e régiment de chasseurs à cheval
- Régiment de chasseurs à cheval de la Corrèze qui deviendra le 7e régiment de chasseurs à cheval
- Régiment de chasseurs à cheval de la Côte-d'Or qui deviendra le 8e régiment de chasseurs à cheval
- Régiment de chasseurs à cheval de la Dordogne qui deviendra le 9e régiment de chasseurs à cheval
- Régiment de chasseurs à cheval du Gard qui deviendra le 10e régiment de chasseurs à cheval
- Régiment de chasseurs à cheval de l'Isère qui deviendra le 11e régiment de chasseurs à cheval
- Régiment de chasseurs à cheval de la Marne qui deviendra le 12e régiment de chasseurs à cheval
- Régiment de chasseurs à cheval de la Meuse qui deviendra le 13e régiment de chasseurs à cheval
- Régiment de chasseurs à cheval du Morbihan qui deviendra le 14e régiment de chasseurs à cheval
- Régiment de chasseurs à cheval de l'Oise qui deviendra le 15e régiment de chasseurs à cheval
- Régiment de chasseurs à cheval de l'Orne qui deviendra le 16e régiment de chasseurs à cheval
- Régiment de chasseurs à cheval des Pyrénées qui deviendra le 17e régiment de chasseurs à cheval
- Régiment de chasseurs à cheval de la Sarthe qui deviendra le 18e régiment de chasseurs à cheval
- Régiment de chasseurs à cheval de la Somme qui deviendra le 19e régiment de chasseurs à cheval
- Régiment de chasseurs à cheval du Var qui deviendra le 20e régiment de chasseurs à cheval
- Régiment de chasseurs à cheval de Vaucluse qui deviendra le 21e régiment de chasseurs à cheval
- Régiment de chasseurs à cheval de la Vendée qui deviendra le 22e régiment de chasseurs à cheval
- Régiment de chasseurs à cheval de la Vienne qui deviendra le 23e régiment de chasseurs à cheval
- Régiment de chasseurs à cheval des Vosges 24e régiment de chasseurs à cheval

Hussards
- Régiment de hussards du Jura qui deviendra le régiment de hussards de Chartres[2] puis le 1er régiment de hussards
- Régiment de hussards de la Meurthe qui deviendra le 2e régiment de hussards
- Régiment de hussards de la Moselle qui deviendra le 3e régiment de hussards
- Régiment de hussards du Nord qui deviendra le 4e régiment de hussards
- Régiment de hussards du Bas-Rhin qui deviendra le 5e régiment de hussards
- Régiment de hussards du Haut-Rhin qui deviendra le 6e régiment de hussards